# Unie van Communistische Partijen - Communistische Partij van de Sovjet-Unie
De Unie van Communistische Partijen - Communistische Partij van de Sovjet-Unie (Russisch: Союз коммунистических партий - Коммунистической партии Советского союза; СКП-КПСС; UPC-CPSU) is een groep van communistische partijen in de voormalige Sovjet-Unie, opgericht in 1993. De groep ziet zich zelf als de opvolger van de Communistische Partij van de Sovjet-Unie. Gennadi Zjoeganov is de leider van de groep, hij verving Oleg Sjenin in 2001 (die afgesplitste van de groep onder de naam "Communistische Partij van de Sovjet-Unie").

## Structuur
De UPC-CPSU houdt verschillende internationale congressen en conferenties. Ook geeft de groep ondersteuning en advies aan haar leden. De groep wil de arbeidersrechten beschermen, de Sovjet-Unie herstellen en de banden tussen die mensen van de USSR herstellen, die volgens haar, na de perestrojka verloren waren gegaan.

## Leden
De groep bestaat uit 18 communistische partijen op het grondgebied van de voormalige Sovjet-Unie:
|              | Partij                                           | Verkiezingen                            | Zetels                                  | Leider              |
| ------------ | ------------------------------------------------ | --------------------------------------- | --------------------------------------- | ------------------- |
| Abchazië     | Communistische Partij van Abchazië               | 2012 verkiezingen                       | 0/35                                    | Shamba Lev          |
| Armenië      | Armeense Communistische Partij                   | 2007 verkiezingen                       | 0/131                                   | Ruben Tovmasyan     |
| Azerbeidzjan | Azerbeidzjaanse Communistische Partij            | 2010 verkiezingen                       | 0/125                                   | Rauf Gurbanov       |
| Estland      | Estische Communistische Partij                   | Verboden door de autoriteiten           | Verboden door de autoriteiten           | Vacant              |
| Georgië      | Verenigde Communistische Partij van Georgië      | 2016 verkiezingen                       | 0/150                                   | Temoer Pipia        |
| Kazachstan   | Communistische Partij van Kazachstan             | Tijdelijk verboden door de autoriteiten | Tijdelijk verboden door de autoriteiten | Gaziz Aldamzharov   |
| Kirgizië     | Partij van Communisten van Kirgizië              |                                         | 0/120                                   | Ishak Masaliev      |
| Letland      | Communistische Partij van Letland                | Verboden door de autoriteiten           | Verboden door de autoriteiten           | Ondergronds         |
| Litouwen     | Litouwse Communistische Partij                   | Verboden door de autoriteiten           | Verboden door de autoriteiten           | Ondergronds         |
| Moldavië     | Partij van Communisten van de Republiek Moldavië | 2010 verkiezingen                       | 42/101 (41,58%)                         | Vladimir Voronin    |
| Oekraïne     | Communistische Partij van Oekraïne               | Verboden door de autoriteiten           | Verboden door de autoriteiten           | Ondergronds         |
| Oezbekistan  | Communistische Partij van Oezbekistan            | Verboden door de autoriteiten           | Verboden door de autoriteiten           |                     |
| Rusland      | Communistische Partij van de Russische Federatie | 2011 verkiezingen                       | 92/450 (20,45%)                         | Gennady Zyuganov    |
| Zuid-Ossetië | Communistische Partij van Zuid-Ossetië           | 2024 verkiezingen                       | 3/34 (7,1%)                             | Stanislav Kotsjijev |
| Tadzjikistan | Communistische Partij van Tadzjikistan           | 2010 verkiezingen                       | 2/63                                    | Shodi Shabdolov     |
| Transnistrië | Pridnestrovie Communistische Partij              | 2010 verkiezingen                       | 1/43 (2,32%)                            | Oleg Khorzhan       |
| Turkmenistan | Communistische Partij van Turkmenistan           | Verboden door de autoriteiten           | Verboden door de autoriteiten           | Serdar Rakhimov     |
| Wit-Rusland  | Communistische Partij van Wit-Rusland            | 2008 verkiezingen                       | 8/110 (7,28%)                           | Tatsyana Holubeva   |